# Myiopharus canadensis
Myiopharus canadensis là một loài ruồi trong họ Tachinidae.